# Oberea linearis
Oberea linearis es una especie de escarabajo longicornio del género Oberea, subfamilia Lamiinae. Fue descrita científicamente por Linné en 1761.
Se distribuye por Letonia, Suecia, Suiza, Yugoslavia, Rusia europea, Sicilia, Cerdeña, Croacia, Bosnia y Herzegovina, Ucrania, Eslovaquia, República Checa, Moldavia, Crimea, España, Serbia, Bulgaria, Rumania, Eslovenia, Albania, Bélgica, Bielorrusia, Dinamarca, Francia y Alemania. Mide 11-16 milímetros de longitud. El período de vuelo de esta especie ocurre en los meses de mayo, junio, julio y agosto.
Parte de la dieta de Oberea linearis se compone de plantas de las familias Juglandaceae, Ulmaceae, Betulaceae y la subfamilia Coryloideae.

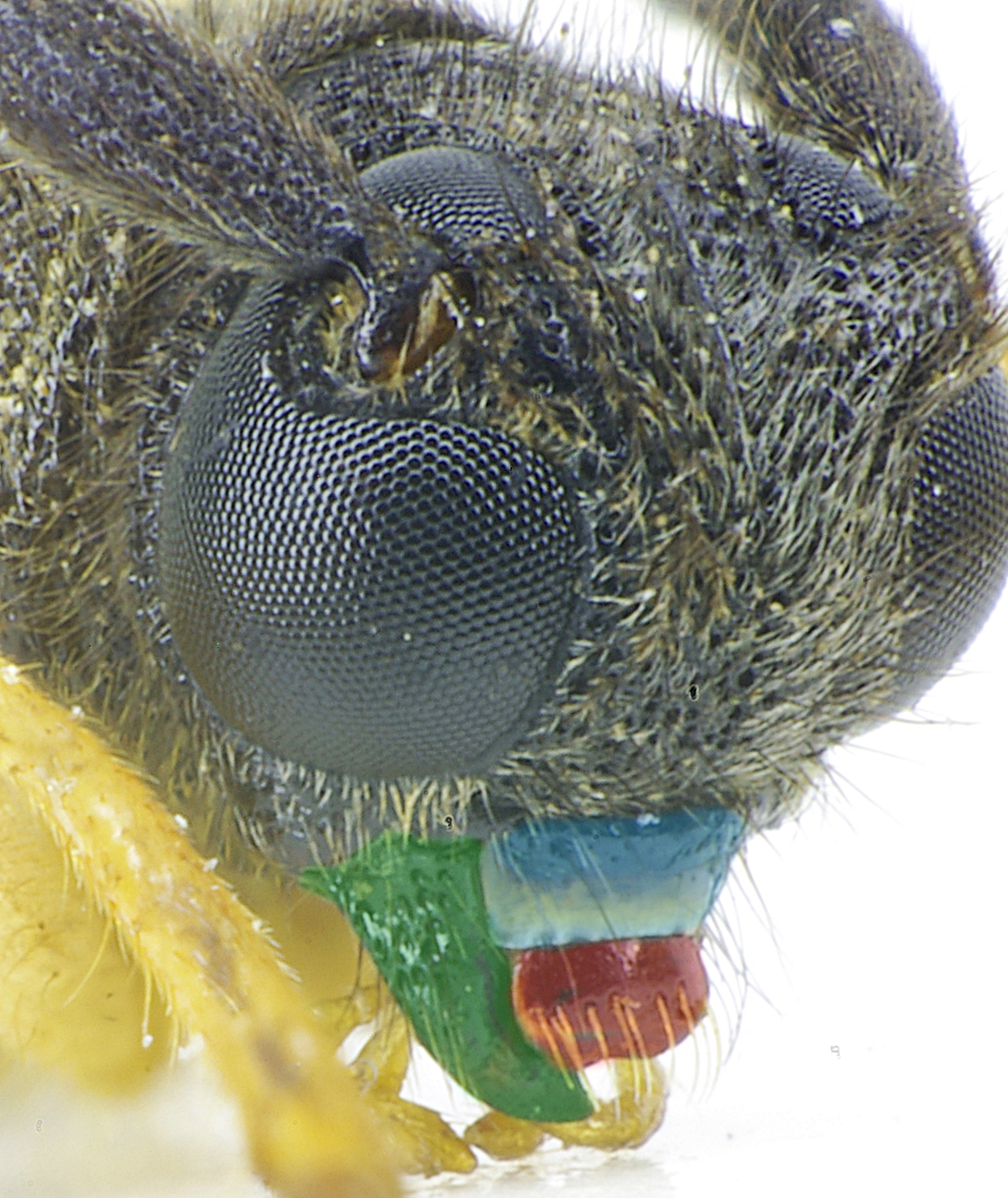
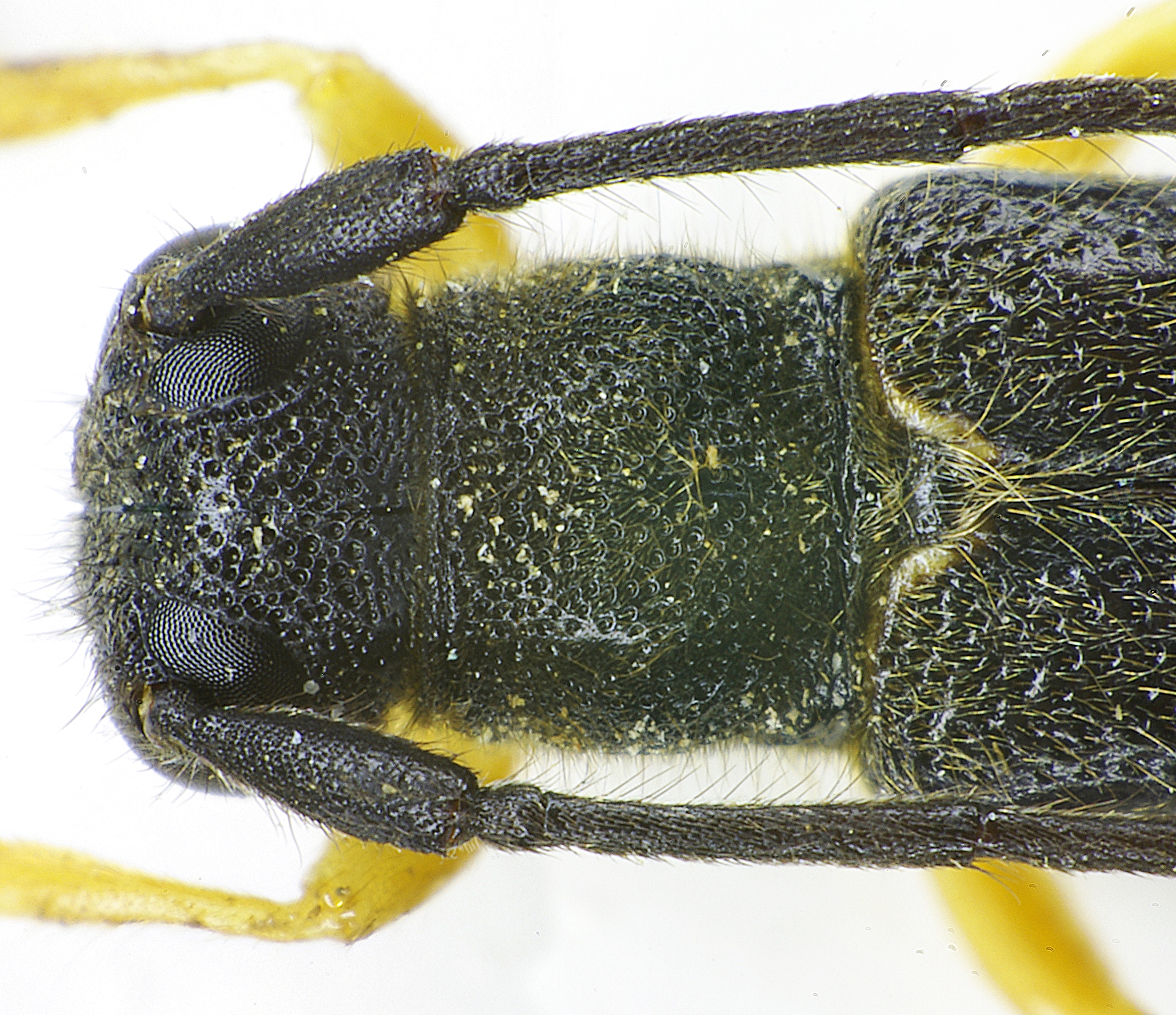
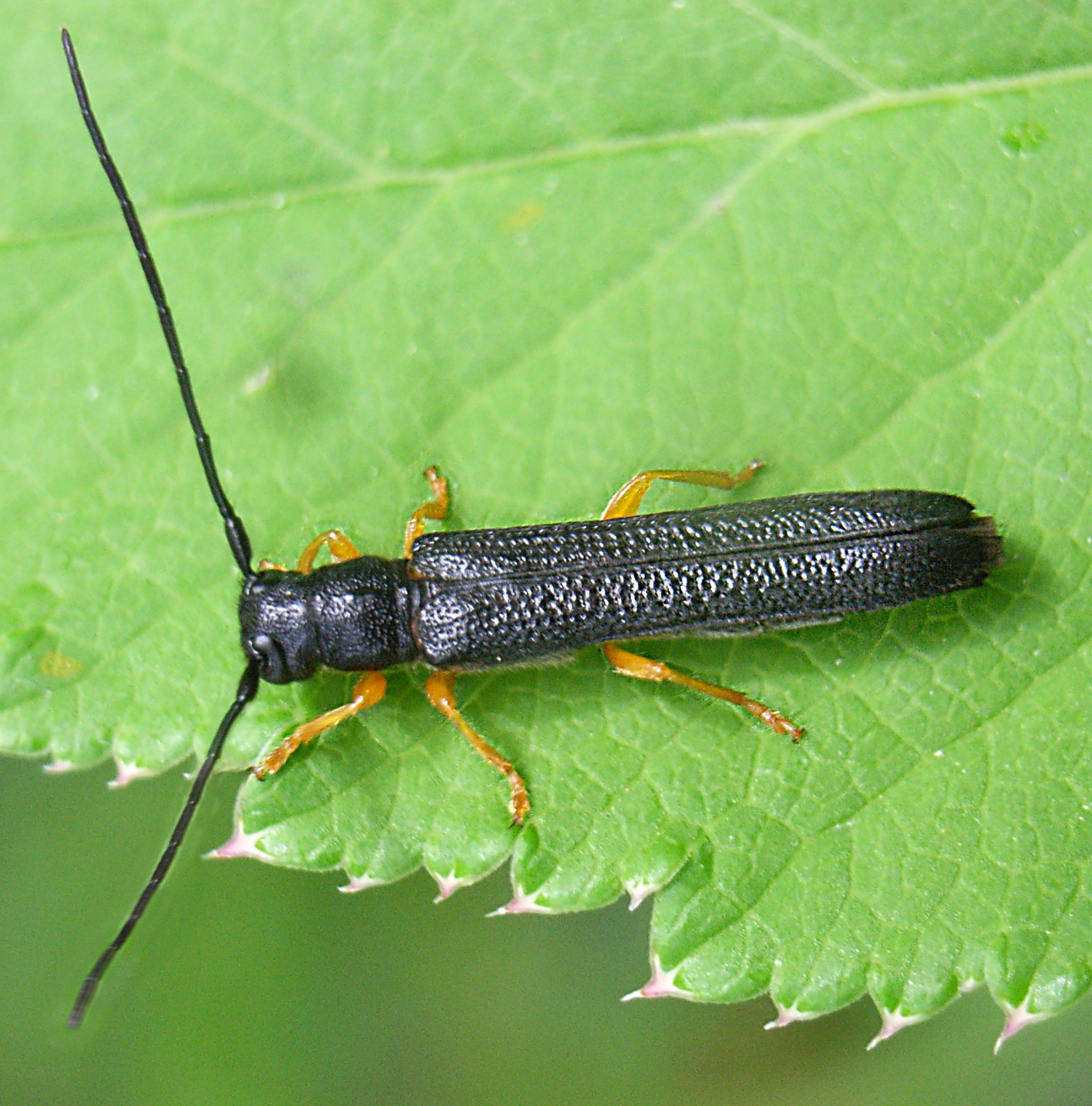
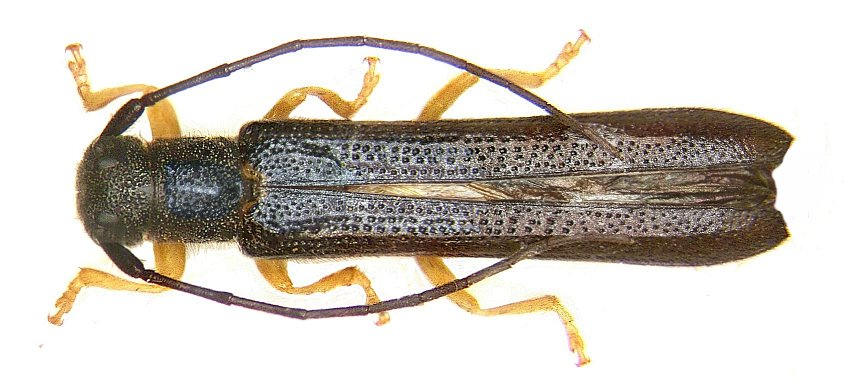